# Sven Hellerström
Sven Albert Hellerström, född 22 februari 1822 i Karlshamns församling, Blekinge län, död 20 november 1877 i Bonn, Tyskland, var en svensk köpman och riksdagsman. Han var Blekinges förste representant i tvåkammarriksdagen, och hörde till lantmannapartiet. Han var engelsk vicekonsul i Karlshamn.
Hans son köpte godset Marielund i Nättraby. Hellerström var farbror till Alfred Hellerström.